# Nördlicher Tschuja-Kamm
Der Nördliche Tschuja-Kamm (russisch Северо-Чуйский хребет) ist ein Gebirgszug in der russischen Republik Altai im zentralen Altaigebirge.
Der Nördliche Tschuja-Kamm verläuft in West-Ost-Richtung zwischen den Flusstälern von Tschuja im Norden sowie von Karagem und Tschaganusun im Süden. Der Gebirgszug hat eine Länge von ungefähr 120 km. Höchste Erhebung ist der 4173 m hohe Gipfel Maascheibasch (Маашейбаш). Die Gletscherfläche wird mit 130 km² angegeben. Das Gebirge besteht aus Schieferton, Sandstein, Kalkstein und metamorphem Gestein. Es besitzt ein stark gegliedertes Relief. Die Berghänge in Höhen zwischen 2200 und 2400 m sind von Lärchen- und Sibirischer Zirbelkiefern-Taiga bedeckt. Darüber kommt alpine Flora und Tundra vor.

## Berge (Auswahl)
- Maascheibasch (Маашейбаш) (4173 m)
- Aktru (Актру) (4044 m)